# Guillaume-René Lefébure
Pour les articles homonymes, voir Lefébure.
Guillaume-René Lefébure, baron de Saint-Ildephont, né le 25 septembre 1744 à Sainte-Croix-sur-Orne et mort le 27 juillet 1809 à Augsbourg, est un militaire, historien, médecin, écrivain politique et littérateur français.

## Biographie
Fils d’un gentilhomme, Lefébure de Saint-Ildephont entra en 1769 dans la compagnie des chevau-légers de la maison du roi mais, son goût l’entraînant vers l’étude des sciences naturelles, il quitta le service militaire et se fit recevoir docteur en médecine et devint médecin de la ville de Versailles. Il entreprit des recherches sur la maladie vénérienne et sur l’organe de la vue.
À son retour de plusieurs voyages en Hollande et en Allemagne, il fut nommé médecin du comte de Provence en 1785. À la Révolution, il émigra et voyagea en Hollande, en Allemagne et en Italie, tout continuant de pratiquer la médecine. Rentré en France en 1801, ses opinions le mirent en opposition avec le gouvernement et il s’expatria de nouveau, se rendant à Munich, Augsbourg et Francfort.
Le 8 mai 1809, Lefébure de Saint-Ildephont fut nommé médecin en chef des hôpitaux d’Augsbourg. Lorsqu’une foule de blessés de l’armée française furent apportés dans cette ville à la suite de la bataille de Ratisbonne et de la bataille d'Essling, il attrapa, dans son zèle à soigner ses malheureux compatriotes, le typhus qui l’emporta. On raconte qu’un prêtre s’étant présenté pour l’assister dans ses derniers moments, Lefébure lui répondit : « Mon cher abbé, dites à qui vous voudrez que vous m’avez confessé, je vous y autorise, mais, au nom de Dieu, laissez-moi mourir en paix. »
Lefébure de Saint-Ildephont a publié une foule d’écrits sur des sujets très divers et dans le nombre desquels figurent des pièces de théâtre telles que les Orphelins comédie en trois actes et en prose (Genève, 1771), Sophie, ou le Triomphe de la vertu comédie en cinq actes et en prose (Stockholm, 1771 ; Avignon, 1791), Le Connaisseur comédie en trois actes et en vers (Genève et Paris, 1773), réimprimée sous le nom de M. de Fintac, ou le Faux Connaisseur, comédie par l’aveugle de Ferney (Genève, 1774), Polixène tragédie en cinq actes et en vers (Utrecht, 1785), l’Art de régner, poème présenté au concours des Jeux floraux (Lausanne, 1773), des ouvrages historiques tels qu’Itinéraire historique, politique, géographique Provinces-Unies (La Haye, 1781), des ouvrages de médecine tels que Médecin de soi-même, ou méthode simple pour guérir les maladies vénériennes, avec un chocolat aphrodisiaque aussi utile qu’agréable (Paris, 1775), Lettre au sujet d’un rouge à l’usage des dames, tiré du règne végétal (Paris, 1775), Remède éprouvé pour guérir les cancer occulte et manifeste ou ulcéré (Paris, 1775), État de la médecine, chirurgie et pharmacie en Europe, et principalement en France, pour l’année 1777 (Paris, 1777), le Manuel des femmes enceintes, de celles qui sont en couches, et de celles qui veulent nourrir (Paris, 1777, 1782, 1797), Mémoires cliniques sur les maladies vénériennes (Utrecht, 1781), Observations pratiques, rares et curieuses sur divers accidents vénériens (Paris, 1775), République fondée sur la nature physique et morale de l’homme (Nuremberg, 1797), le Guide des personnes de l’un et l’autre sexe qui sont affligées de hernies ou descentes, ou instruction sur l’usage des bandages herniaires guérissants et de la liqueur styptiques pour la guérison radicale des hernies (Francfort-sur-le-Main, 1798), Recherches et découvertes sur la nature du fluide nerveux ou de l’esprit vital, principe de la vie, et sur sa manière d’agir, d’après des expériences neuves et exactes (Francfort-sur-le-Main, 1800), Traité sur la paralysie du nerf optique, vulgairement nommé goutte sereine, au traitement de laquelle on applique le gaz hydrogène (Paris, 1801), Histoire anatomique, physiologique et optique de l’œil, pour servir d’introduction aux autres ouvrages sur les maladies et les opérations des yeux, du même auteur, et d’examen à ceux qui se destinent à cette pratique (Strasbourg et Paris, 1803) et deux ouvrages en allemand sur les maladies vénériennes et les affections oculaires.

### Œuvres
- Itinéraire historique, politique, géographique, &c. des VII Provinces-Unies des Pays-Bas, de leur territoire et colonies : enrichi de cartes, La Haye, Veuve Staatman et C. Plaat, 1781-1782
- Sophie, ou le Triomphe de la vertu : comédie en cinq actes, et en prose, Paris, Didot l'aîné, 1778
- Les Orphelins ; drame, Genève, Les Frères associés, 1771
- Polixène, tragédie en cinq actes et en vers, Utrecht, B. Wild, 1785
- L'Art de régner, Lausanne ; Paris, d'Houry, 1773
- Le Médecin de soi-même, ou méthode simple : pour guérir les maladies vénériennes, avec la recette d'un chocolat aphrodisiaque, Paris, Lambert, 1775
- Recherches et découvertes sur la nature du fluide nerveux : ou de l'esprit-vital, principe de la vie, et sur sa manière d'agir d'après des expériences neuves et exactes, Paris, A. Koenig, 1800
- Sichere, leichte und auf Erfahrung gegründete Art sich selbst ohne große Kosten und ohne Hülfe eines Arztes von den verschiedenen Arten der Gonorrhöe oder dem Tripper zu heilen, für das männliche und weibliche Geschlecht : nebst den venerischen Rezepten und des Neuerfundenen antivenerischen Mittels, Iéna, Melchiors Erben, 1789
- Sichere und kurze Heilart aller Augenentzündungen mit einer Darstellung der Eigenschaften und des Gebrauch der Augensalbe, Francfort ; Hambourg, chez l'auteur, 1800, 1801

### Sources
- Jean Chrétien Ferdinand Hoefer, Nouvelle biographie universelle, Paris, Didot, 1858, p. 302-3
- Jean-Eugène Dezeimeris, Dictionnaire historique de la médecine ancienne et moderne, Paris, Béchet, 1836, p. 420-1